# Badd Blood: In Your House
In Your House: Bad Blood s'est déroulé le 5 octobre 1997 au Kiel Center de St. Louis, Missouri.
L'après-midi précédent l'évènement, Brian Pillman, qui était prévu pour affronter Dude Love au show, était trouvé mort dans sa chambre d'hôtel. L'annonce était faite aux fans juste avant le début du PPV.
| #                                                          | Résultats | Stipulations                                                  | Commentaires | Durée |
| ---------------------------------------------------------- | --- | ------------------------------------------------------------- | --- | ----- |
| 1                                                          | Nation of Domination (Rocky Maivia, Kama Mustafa et D'Lo Brown) battent The Legion of Doom (Hawk et Animal)                                        | Handicap match                                                | - Maivia a effectué le tombé sur Hawk après un Rock Bottom. | 12:16 |
| 2                                                          | Max Mini et Nova battent Tarantula et Mosaic | Tag team match                                                | - Max a réalisé le compte de trois sur Tarantula. | 06:44 |
| 3                                                          | The Godwinns (Henry et Phineas) (avec Uncle Cletus) battent The Headbangers (c) (Mosh et Thrasher)                                                 | Tag team match pour le WWF Tag Team Championship              | - Phineas a effectué le tombé sur Mosh après un Powerbomb. | 12:18 |
| 4                                                          | Owen Hart bat Faarooq | Match simple pour le vacant WWF Intercontinental Championship | - Owen a effectué le tombé sur Faarooq après que Steve Austin l'a frappé avec la ceinture du titre IC . C'était la finale d'un tournoi à 8 hommes.                                                    | 05:51 |
| 5                                                          | Disciples of Apocalypse (Crush, Chainz, 8-Ball et Skull) battent Los Boricuas (Savio Vega, Jesus Castillo, Jose Estrada, Jr. et Miguel Perez, Jr.) | 8-Man Tag Team Match                                          | - Crush a effectué le tombé sur Castillo après un Tilt-a-Whirl backbreaker. | 08:04 |
| 6                                                          | Bret Hart et The British Bulldog battent Vader et The Patriot                                                                                      | Flag Match                                                    | - Hart a effectué le tombé sur Patriot avec un Roll-up. | 25:07 |
| 7                                                          | Shawn Michaels bat The Undertaker dans Le tout premier Hell in a Cell Match                                                                        | Hell in a Cell Match                                          | - Michaels a effectué le tombé sur Undertaker après que le "frère" de ce dernier Kane faisait son début et Tombstonait Undertaker pour rendre Michaels challenger numéro un pour le WWF Championship. | 29:55 |
| (c) désigne le champion défendant son titre dans le match. | |                                                               | |       |

- Cérémonie des Légendes présenté par Jim Ross; honorant quelques légendes du catch de St. Louis, incluant Harley Race, Dory Funk, Jr., Gene Kiniski, Terry Funk, Lou Thesz, et le promoteur Sam Muchnick.